# Kateřina Ivanovna
Kateřina Ivanovna (rusky Екате́рина Ива́новна (Иоа́нновна) Рома́нова, 29. října 1691, Petrohrad – 14. června 1733 tamtéž) byla dcera ruského cara Ivana V. a jeho manželky Praskovji Fjodorovny Saltykovové, starší sestra carevny Anny Ivanovny, neteř cara Petra Velikého. Její dcera Anna Leopoldovna byla matkou pozdějšího cara Ivana VI.
Podle současníků byla Kateřina nevysokého vzrůstu a plné postavy, bílé pleti a tmavých vlasů. Nepovažujíc se za krasavici, obracela na sebe pozornost vstřícností a dobrosrdečností.

## Manželství a děti
Podle přání Petra Velikého se v roce 8. dubna 1716 provdala za Karla Leopolda Meklenbursko-Zvěřínského (1677–1747), v letech 1713–28 meklenburského vévodu. Toto manželství mělo politické důvody - Petr potřeboval spojenectví s Meklenburskem kvůli ochraně námořní obchodní cesty proti Švédům. To předpokládalo využití meklenburských přístavů jako stanoviště ruské flotily. Dalším důvodem byla možnost odbytu ruského zboží. Karel Leopold se zpočátku ucházel o Kateřininu sestru Annu, ovdovělou vévodkyni kuronskou, Petr mu však později nabídl jako nevěstu Kateřinu.
Svatební obřad se uskutečnil v dubnu roku 1716 v Gdaňsku. Ještě v tomtéž roce však na sebe Karel Leopold obrátil nepřízeň Petra velikého, a pozbyv trůnu, zemřel v roce 1747 v pevnosti Dömitz.
Pár měl jedinou dceru:
- Alžběta Kateřina Kristýna (18. prosince 1718 – 19. března 1746); 12. května roku 1733 přijala pravoslaví a nové jméno Anna Leopoldovna; syn Ivan, který se jí narodil z manželství s knížetem Antonem Ulrichem Brunšvickým, se stal ruským carem v letech 1740–41

Manželství nebylo zdařilé. V roce 1722 se Kateřina Ivanovna, nemohouc vydržet brutální a hrubé manželovo chování, vrátila i s dcerou do Ruska. K formálnímu rozvodu nedošlo, ale manželé se již nikdy více neviděli.
V roce 1730 Vrchní tajná rada posuzovala kandidaturu Kateřiny jako možné pretendentky carského trůnu, ale ona tomu nebyla nakloněna pro hrozící nebezpečí vměšování se do státních záležitostí Ruska ze strany jejího manžela. Proto byla za carevnu vybrána její mladší sestra, Anna Ivanovna.
12. května roku 1733 se Kateřina účastnila okázalé ceremonie, při níž její dcera přijala pravoslaví a nové jméno: Anna Leopoldovna. Za měsíc, 14. června však Kateřina zemřela; byla pochována v Alexandro-něvském klášteře.